# San Giovanni in Marignano
San Giovanni in Marignano là một đô thị của tỉnh Rimini ở vùng Emilia-Romagna, có vị trí khoảng 130 km về phía đông nam của Bologna và khoảng 20 km về phía đông nam của Rimini. Tại thời điểm ngày 31 tháng 12 năm 2004, đô thị này có 8.226 người và diện tích là 21,2 km².

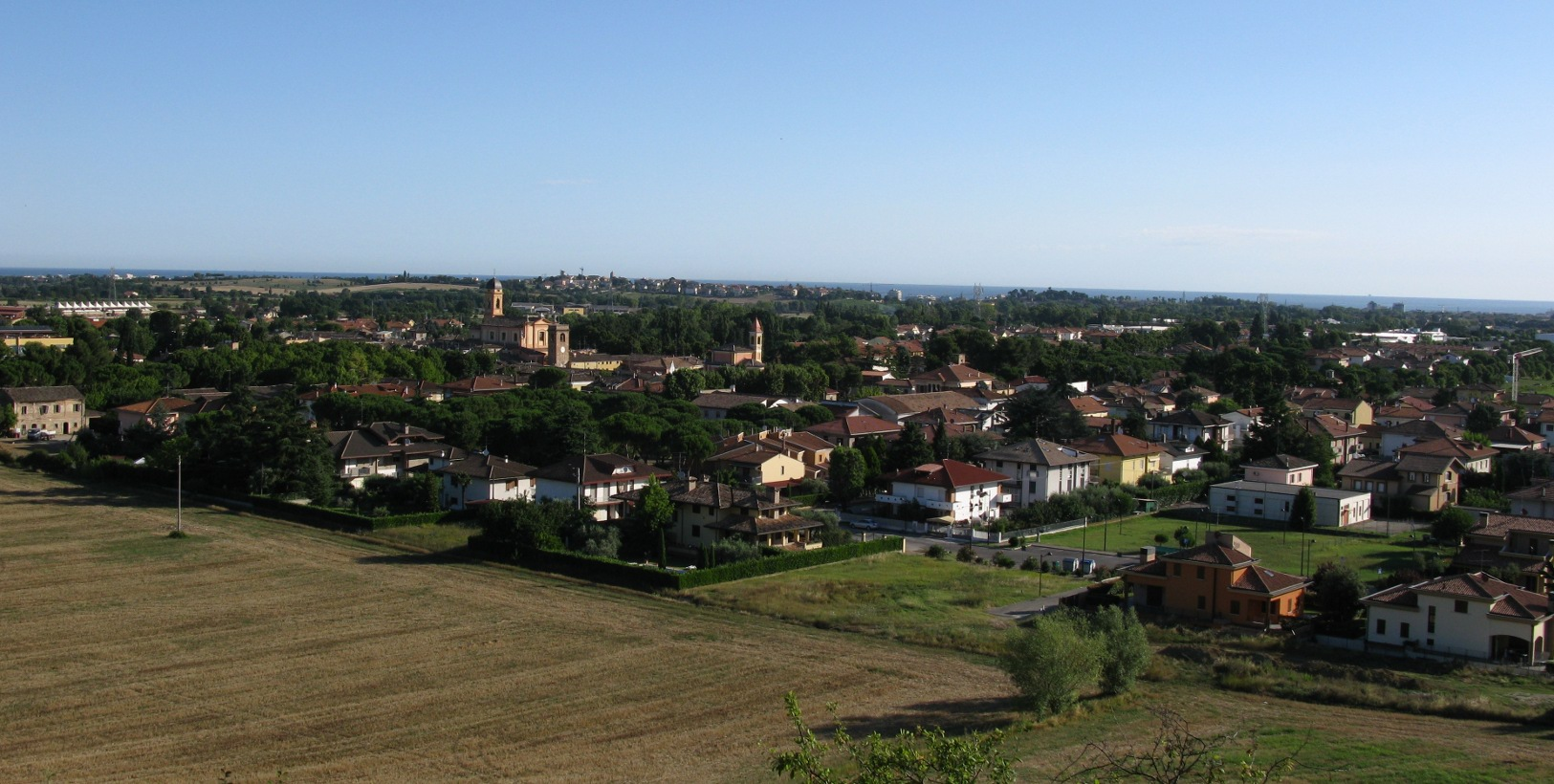
San Giovanni in Marignano

Đô thị San Giovanni in Marignano có các frazioni (các đơn vị cấp dưới, chủ yếu là các làng) Santa Maria in Pietrafitta, Montalbano, và Pianventena.
San Giovanni in Marignano giáp các đô thị: Cattolica, Gradara, Misano Adriatico, Morciano di Romagna, Saludecio, San Clemente, Tavullia.